# Ewald Liedecke
Ewald Liedecke (* 25. November 1905 in Stuttgart; † 9. Februar 1967 in Stuttgart) war ein deutscher Architekt, Stadtplaner und nationalsozialistischer Landesplaner. Liedecke war einer der vier Landesplaner, die für die Planung der „eingegliederten Ostgebiete“ in der NS-Zeit verantwortlich waren.:232 Liedecke war für den Gau Danzig-Westpreußen zuständig. Er hatte ab 1943 an der Technischen Hochschule Danzig den Lehrstuhl für „Raumordnung, Ostkolonisation und ländliches Siedlungswesen“ inne.

## Studium und Ausbildung
Liedecke studierte von 1924 bis 1928 an der Technischen Hochschule Stuttgart das Fach Architektur. Seine Lehrer waren u. a. die Architekten Paul Schmitthenner und Heinz Wetzel; beide Hochschullehrer werden zur ersten Stuttgarter Schule der Architektur gezählt. Nach dem Studium wurde Liedecke zunächst Mitarbeiter des Architekten Hermann Jansen in Berlin. Liedecke arbeitete dort an Generalbebauungsplänen für Madrid (Projektleitung ab 1929), Ankara und Wiesbaden mit. Er nahm mit anderen Architekten an einem Architekturwettbewerb für die kroatische Stadt Zagreb teil.:94ff. Zu Jansens Mitarbeitern zählte in dieser Zeit Josef Umlauf, der in den 1940er Jahren ebenfalls einflussreich im Bereich der Planung für die „eingegliederten Ostgebiete“ werden sollte. In der Literatur wird Umlauf als ein Freund und Kollege Liedeckes bezeichnet.:256 Auch der Architekt und spätere Wolfsburg-Planer Peter Koller (Koller-Plan) arbeitete in dieser Zeit in Jansens Architekturbüro. Die drei Architekten kannten sich (wie auch der spätere Landesplaner für Oberschlesien, der schwäbische Architekt Gerhard Ziegler) teils seit ihren Studienzeiten; Freundschaften entstanden. Nach Marcel Glaser war Ewald Liedecke in Jansens Büro eine Führungsfigur (Spitzname: "Phylax").:93

## Zeit des Nationalsozialismus – Königsberg und Danzig
Ewald Liedecke ging im Frühjahr 1934 nach Königsberg, dem heutigen Kaliningrad, um dort Planungsdezernent im Regierungspräsidium zu werden. Kurze Zeit später wurde er der Planungsleiter der Landesplanung Ostpreußen, die beim Oberpräsidenten angesiedelt war. Im Sommer 1934 holte Liedecke den aus den USA zurückgekehrten und nach Krankheit genesenen Gerhard Ziegler nach Königsberg, um gemeinsam mit ihm am sogenannten „Ostpreußenplan“ zu arbeiten. Zugleich war Liedecke nach Niels Gutschow (Bauhistoriker) an der Universität Königsberg nun als Dozent tätig (1935–1938).
In dieser Zeit hatte sich „auf Anregung der Landesplanungsstelle beim Oberpräsidium Königsberg eine Arbeitsgemeinschaft zwischen Ostpreußen und Württemberg gebildet, deren Leitung in Königsberg bei Hans-Bernhard von Grünberg, in Stuttgart bei Wirtschaftsminister Lehnich“ lag. Ziel der Arbeitsgruppe: Die Ansiedlung württembergischer Bauern und Gewerbetreibende in Ostpreußen vorzubereiten („Ostpreußenplan“). Diese Idee erwies sich als illusorisch. Der Plan sollte wissenschaftliche Unterstützung erfahren, etwa durch das von Adolf von Batocki gegründete Institut für ostdeutsche Wirtschaft (v. Grünberg, Königsberg) und eine an die Universität Tübingen angebundene Arbeitsgruppe (wissenschaftliche Leitung: Erich Preiser) gleichen Namens.
Liedecke entwickelte schon seit 1933 Vorstellungen einer nach den politischen Vorgaben der NSDAP zu gestaltenden Siedlungsplanung. Die weitere Entwicklung der NS-Volksgemeinschaft sollte (zunächst nur in den östlichen Landesteilen des „Altreiches“) mit siedlungsplanerischen Mitteln vorangetrieben werden. „Volksgemeinschaft“ wurde in dieser Variante als eine hierarchisch gegliederte Gemeinschaft von Ungleichen gedacht und schien mit sozialtechnischen Mitteln „herstellbar“. Dahinter stand die noch aus der Weimarer Republik stammende rechtsextreme Vorstellung, dass das „Volk“ zur „gestaltlosen Masse“ herabgesunken sei und neu „gegliedert“ werden müsse. Gleichzeitig war eine totale Kontrolle der Bevölkerung im NS-Staat beabsichtigt, die durch eine totalitäre Siedlungsplanung (Siedlungszellen) zu gewährleisten wäre.
Liedecke war am Projekt „Arbeitsstätte – Wohnstätte“ der Akademie für Landesforschung und Reichsplanung (Berlin, Leitung: Johann Wilhelm Ludowici) beteiligt und wirkte im „Haus der Reichsplanung“.
Nach seinem Umzug 1938 nach Danzig unterrichtete Liedecke bis 1943 an der TH Danzig „Grundzüge von Landesplanung und Siedlungswesen“. Ende 1939 wurde Liedecke von der Reichsstelle für Raumordnung zur Dienststelle des Reichsstatthalters von Danzig-Westpreußen abgeordnet, um dort Generalreferent für Raumordnung zu werden. Mit Gründung der Landesplanungsgemeinschaft in Danzig-Westpreußen übernahm Liedecke das Büro der neuen Organisation in Gotenhafen (Gdynia). Zu Beginn des Jahres 1940 nahm Liedecke an einem Planungstreffen des Reichskommissariats für die Festigung deutschen Volkstums (RKF) teil, wo er über die Arbeiten des RKF für den ersten „Generalplan Ost“ informiert wurde.
Bezogen auf die nationalsozialistische Raumordnung schrieb Ewald Liedecke 1941 in der "Zeitschrift für Geopolitik":
"Aus der wissenschaftlichen Erforschung des Raums und der in ihm wirkenden Kräfte einerseits, der Erfahrung bei der Planung und deren Verwirklichung andererseits entwickeln sich die Ansätze einer Planungslehre. (...) Freilich wird eine solche Lehre immer bis zu einem gewissen Grad eine Geheimlehre bleiben müssen, da sie sich im innersten Kern mit den Notwendigkeiten des eigenen Volkes befaßt und somit jedenfalls teilweise Maßnahmen zum Gegenstand hat, die verborgen bleiben müssen. Dies ist eine gewisse Erschwerung für die Entwicklung einer Planungslehre. Die andere liegt darin, daß die Tätigkeit der Raumordnung noch zu jung ist, als daß sich aus ihr (...) bereits Kräfte aussondern können, die wissenschaftliche Erkenntnisse und Erfahrungsut zur Lehre einzuschmelzen vermöchten. Die Lehre aber ist notwendig."
Liedecke forderte die weitgehende Zerstörung vieler (polnischer) Städte und begrüßte sie als "Chance zur totalen Neuplanung" (Joachim Wolschke-Bulmahn). Ab dem Frühjahr 1943 wurde für Liedecke der neue Lehrstuhl für „Raumordnung, Ostkolonisation und ländliches Siedlungswesen“ an der TH Danzig eingerichtet. Der spätere schleswig-holsteinische Landesplaner Georg Keil war ein Mitarbeiter (1940–1942) von Ewald Liedecke. Ebenso war der Architekt Carl Culemann (1908–1952) ab 1940 "Sachbearbeiter für Stadtplanung beim Generalreferenten für Raumordnung in Danzig/Westpreußen".

## Wirken nach 1945
Nach 1945 kehrte Liedecke nach Württemberg zurück und arbeitete erneut als Architekt, nun in Tübingen. Liedecke war weiterhin als Gutachter im Bereich Städtebau und Siedlungswesen tätig. Zu seinen ersten Arbeiten gehörte im August 1946 ein Gutachten zum „Wiederaufbau von Freudenstadt“ (siehe auch Gerhard Ziegler, Gerhard Isenberg). Liedeckes Lehrer Paul Schmitthenner soll diese Mitarbeit angeregt haben. Mit den beginnenden 1960er Jahren erhielt Liedecke wieder Verantwortung im Bereich der Regionalplanung, er arbeitete an der Regionalplanung für den Raum Mainz-Wiesbaden mit (siehe Berichte 1963–1965).

## Schriften (Auswahl)
- Zum Plan von Zagreb. In: Baumeister: das Architektur Magazin, Rinn, München 1932, S. 95–99.
- Zwischen Idyll und Massenquartier in der Siedlungsplanung. In: Reichsplanung, 2. Jg. (1936), Heft 6, S. 174–176.
- Grundlagen der Gemeindeplanung. In: Die Baugilde. Mitteilungen des Bundes Deutscher Architekten, 1936, S. 545–548.
- Zum Brandenburger Siedlungswettbewerb. In: Die Baugilde. Mitteilungen des Bundes Deutscher Architekten, 1937, S. 651–661.
- Siedlung und Ordnung der Landschaft in Ostpreußen. In: Bauen, Siedeln, Wohnen 18 (1938), S. 675–681.
- Denkschrift Kolonisatorische Aufgaben der Raum-Ordnung im Nordosten des Deutschen Reiches, vom 1. September 1939, BArch, R 113/41 (nach Katja Bernhardt).
- Der neue deutsche Osten als Planungsraum. In: Neues Bauerntum 32 Heft 4/5 (1940), S. 135–137.
- Deutscher Städtebau in polnischen Städten. In: Bauen, Siedeln, Wohnen 20, Heft 24 (1940), S. 909–913.
- Über die Vorarbeiten zum Bau einer neuen Kreisstadt bei Leipe. In: Der soziale Wohnungsbau in Deutschland 1 (1941), S. 571–574.
- Raumordnung und Geopolitik, in: Zeitschrift für Geopolitik (ZfG) 18. Jg. (1941), Heft 9, S. 481–487.
- Die Städte des deutschen Ritterordens in der Raumordnung der Gegenwart. In: Raumforschung und Raumordnung Bd. 5 (1941), Heft 3/4, S. 159–163.
- Denkschrift über die raumpolitische Sicherung des Reiches gegen Osten (unter besonderer Berücksichtigung des Nordostens), Gotenhafen, 23. August 1941 (reproduziert als Dokument 12 in Müller 1991, S. 148–154).
- (mit Helmut Löhmer): Die neue Landstadt Dobrin und ihre landschaftliche Gestaltung. In: Der Landbaumeister (Beilage "Neues Bauerntum"), 1943, S. 201–207.
- Die Erdbauweise. Möglichkeiten und Grenzen. In: Bauen+Wohnen, Verlag Bauen & Wohnen, München 1946, S. 13–15.
- Siedlung und Landschaft. In memoriam Heinz Wetzel. In: Schwäbische Heimat, hrsg. vom Schwäbischen Heimatbund, SHB, Bd. 3 (1953), Heft 5, S. 203–212.
- (mit Friedhelm Gerloff): Planung Region Mainz-Wiesbaden. Erläuterungsbericht Raumordnungsplan Region Mainz-Wiesbaden u.a., Teil 1 – Teil 3, Wiesbaden 1963–1965.